# تازه‌کند (حومه سورا)
تازه‌کند (به لاتین: Təzəkənd) یک منطقه مسکونی در جمهوری آذربایجان است که در شهرستان شابران واقع شده است.